# Sinningia magnifica
Sinningia magnifica là một loài thực vật có hoa trong họ Tai voi. Loài này được (Otto & A. Dietr.) Wiehler miêu tả khoa học đầu tiên năm 1975.